# 薩爾馬河
53°05′50″N 106°50′45″E / 53.09722°N 106.84583°E
薩爾馬河（俄语：Сарма），是俄羅斯的河流，位於該國中部伊爾庫茨克州，流經貝加爾山脈，最終注入小海海峽，河道全長66公里，流域面積787平方公里。